# Gabrielle Carteris
Gabrielle Anne Carteris (Scottsdale, Arizona, 2 de janeiro de 1961) é uma atriz estadunidense e líder sindical. Seu papel de atriz mais conhecido foi como Andrea Zuckerman durante as primeiras temporadas da série de televisão dos anos 1990, Beverly Hills 90210.
Em 2012, Carteris foi eleita vice-presidente executiva da SAG-AFTRA, um sindicato que representa mais de 100 000 atores e outros profissionais, principalmente nos Estados Unidos. Ela assumiu o cargo de presidente interina do sindicato após a morte do presidente anterior, Ken Howard, em 23 de março de 2016. Em 9 de abril de 2016, Carteris foi eleita presidente da SAG-AFTRA pelo conselho nacional para servir ao restante do mandato de Howard. Ela foi reeleita para o cargo em agosto de 2017 e agosto de 2019 por votos de membros plenos.

## Filmografia

### Filmes
| Ano  | Título                | Personagem          | Notas |
| ---- | --------------------- | ------------------- | ----- |
| 1989 | Jacknife              | College Girl in Bar |       |
| 1992 | Raising Cain          | Nan                 |       |
| 1997 | Meet Wally Sparks     | Herself             |       |
| 2001 | Full Circle           | Alice               |       |
| 2001 | Malpractice           | Ellen Robertson     |       |
| 2005 | The Toy Warrior       | (voz)               |       |
| 2007 | Plot 7                | Amy McCarthy        |       |
| 2008 | Dimples               | Sharon              |       |
| 2009 | Print                 | Kathy               |       |
| 2020 | How to Deter a Robber | Charlotte           |       |

### Televisão
| Ano                  | Título                              | Personagem                 | Notas                                                                     |
| -------------------- | ----------------------------------- | -------------------------- | ------------------------------------------------------------------------- |
| 1987                 | CBS Schoolbreak Special             | Nancy                      | Episódio: "What If I'm Gay?"                                              |
| 1987                 | ABC Afterschool Special             | Leslie                     | Episódio: "temporadaal Differences"                                       |
| 1988                 | ABC Afterschool Special             | Cecile                     | Episódio: "Date Rape"                                                     |
| 1988                 | Another World                       | Tracy Julian               |                                                                           |
| 1990–1996 1998, 2000 | Beverly Hills, 90210                | Andrea Zuckerman           | 145 Episódios Main Role (temporadas 1-5) Guest Role (temporadas 6,8 & 10) |
| 1994                 | Gargoyles                           | Amy Schummer (voz)         | Episódio: "And Justice for All"                                           |
| 1995                 | Seduced and Betrayed                | Cheryl Hiller              | Filme para TV                                                             |
| 1995                 | Mixed Blessings                     | Diana Goode Douglas        | Filme para TV                                                             |
| 1996                 | To Face Her Past                    | Megan Hollander            | Filme para TV                                                             |
| 1996                 | Touched by an Angel                 | April Campbell             | Episódio: "The Portrait of Mrs. Campbell"                                 |
| 1997                 | Johnny Bravo                        | Voz, vários personagens    | 2 Episódios                                                               |
| 1998                 | Touched by an Angel                 | Linda Craig                | Episódio: "The Trigger"                                                   |
| 1998                 | The Love Boat: The Next Wave        | Brenda                     | Episódio: "All Aboard"                                                    |
| 1999                 | King of the Hill                    | Julie / Rita Bevacqua      | Episódio: "Take Me Out of the Ball Game"                                  |
| 1999                 | The Big Guy and Rusty the Boy Robot | Dr. Erika Slate            |                                                                           |
| 2000                 | Batman Beyond                       | Sable Thorpe               | Episódio: "King's Ransom"                                                 |
| 2001                 | Strong Medicine                     | Freddie Gosling            | Episódio: "Mortality"                                                     |
| 2001                 | JAG                                 | Michelle Stoechler         | Episódio: "Mixed Messages"                                                |
| 2002                 | Trapped: Buried Alive               | Emily Cooper               | Filme para TV                                                             |
| 2002                 | NYPD Blue                           | Miss Griffin               | Episódio: "Low Blow"                                                      |
| 2002                 | For the People                      | Tracy Smith                | Episódio: "Textbook Perfect"                                              |
| 2003                 | The Agency                          | Mrs. Akil                  | Episódio: "An Isolated Incident"                                          |
| 2003                 | The Mummy: The Animated Series      | Jane Sherman               | Episódio: "Old Friends"                                                   |
| 2003                 | Nip/Tuck                            | Ellie Collins              | Episódio: "Kurt Dempsey"                                                  |
| 2004                 | Combustion                          | Lourie Harper              | Filme para TV                                                             |
| 2005                 | Palmetto Pointe                     | Mrs. Jones                 | Episódio: "Hello, Goodbye"                                                |
| 2005                 | A Lover's Revenge                   | Det. Sparks                | Filme para TV                                                             |
| 2005                 | Crossing Jordan                     | Dawn McGuire               | Episódio: "Enlightment"                                                   |
| 2005                 | Deck the Halls                      | Holly Hall                 | Filme para TV                                                             |
| 2006                 | Drake & Josh                        | Dr. Phyllis Tupper         | Episódio: "Dr. Phyllis Show"                                              |
| 2006                 | Avatar: The Last Airbender          | Poppy Beifong              | Episódio: "The Blind Bandit"                                              |
| 2006                 | The Wives He Forgot                 | Atriz de TV (sem créditos) | Filme para TV                                                             |
| 2008                 | Dan's Detour of Life                | Cindy Ford                 | Filme para TV                                                             |
| 2008                 | My Alibi                            | Tuckerman                  | 14 Episódios Main Role (temporada 1)                                      |
| 2010                 | Criminal Minds                      | Nancy Campbell             | Episódio: "Solitary Man"                                                  |
| 2011                 | The Event                           | Diane Geller               | Episódio: "Turnabout" Episódio: "A Message Back"                          |
| 2011                 | Make It or Break It                 | Doutora                    | Episódio: "Requiem for a Dream"                                           |
| 2011                 | Batman: The Brave and the Bold      | Vicky Vale Laethwen        | Episódio: "Battle of the Superheroes!" Episódio: "Sword of the Atom!"     |
| 2011                 | 12 Wishes of Christmas              | Sandra                     | Filme para TV                                                             |
| 2013                 | The Middle                          | Colleen                    | Episódio: "The Friend"                                                    |
| 2013                 | Longmire                            | Barbara Bollman            | Episódio: "Party's Over"                                                  |
| 2015                 | Code Black                          | Nurse Amy Wolfowitz        | Temporada 1                                                               |
| 2016                 | The Suicide Note                    |                            | Filme para TV                                                             |
| 2018                 | N.C.I.S.                            | Julie Bell                 | Episódio: "Family Ties"                                                   |
| 2019                 | BH90210                             | Herself/Andrea Zuckerman   | Co-produtora                                                              |

### Video Games
| Ano  | Título                               | Personagem                     | Notas |
| ---- | ------------------------------------ | ------------------------------ | ----- |
| 2002 | La Pucelle: Tactics                  | Angelique                      | [ 4 ] |
| 2002 | Forgotten Realms: Icewind Dale II    |                                |       |
| 2002 | Minority Report: Everybody Runs      | Agatha Lively                  |       |
| 2003 | Arc the Lad: Twilight of the Spirits | Nafia                          |       |
| 2004 | Shout About Movies                   |                                |       |
| 2006 | Marvel: Ultimate Alliance            | Electra Natchios / Enchantress |       |
| 2007 | Spider-Man 3                         |                                |       |
| 2009 | Bionic Commando                      | Jayne 'Mag' Magdalene          |       |